# Maxfischeria ameliae
Maxfischeria ameliae  (лат.) — вид паразитических перепончатокрылых насекомых из семейства браконид (Maxfischeriinae, Braconidae). Эндемик Австралии: центральная и южная части штата Квинсленд (Carnarvon Gorge National Park, 25°0’S, 148°02’E; Cape York Pen, 11°10’S, 142°37’E). Длина тела 5,9—6,5 мм. Усики состоят из 45—50 флагелломер. Голова, максиллярные и лабиальные щупики жёлтые, антенны коричневые. Основания мандибул жёлтые, а их вершины светло-коричневые. Пронотум, проподеум и мезоскутум — светло-коричневые; мезоплеврон — чёрно-бурый. Брюшко частично белое. От других видов рода отличается жёлтой головой, сильно склеротизированным гипопигием, оранжево-коричневым проподеумом. Вид описан в 2011 году американским энтомологом Чарлзом Борингом (англ. Charles Andrew Boring; Университет Кентукки, Лексингтон, Кентукки, США) и канадским зоологом Барбарой Шарановски (англ. Barbara J. Sharanowski; Манитобский университет, Виннипег, Канада) и назван в честь Амели Грейс Брант (англ. Amelia Grace Brant). Вид отнесён к австралийскому роду браконид Maxfischeria Papp, 1994, выделенному в отдельное подсемейство Maxfischeriinae.